# Ralé-poussé
Le râlé-poussé est un instrument de la musique réunionnaise, soit la musique jouée sur l'île française du sud-ouest de l'océan Indien appelée La Réunion. Il s'agit d'un accordéon diatonique qui, d'après Christophe David et Bernadette Ladauge, auteurs d'un ouvrage sur la musique créole du XXe siècle, est épuisant à jouer, car il faut « sans cesse tirer et pousser les soufflets ».
Toujours à La Réunion mais également à Maurice, de façon plus familière mais aussi plus répandue, le râlé-poussé est en créole francophone une bagarre, une rixe, une dispute violente accompagnée de coups.